# Гондольний підйомник

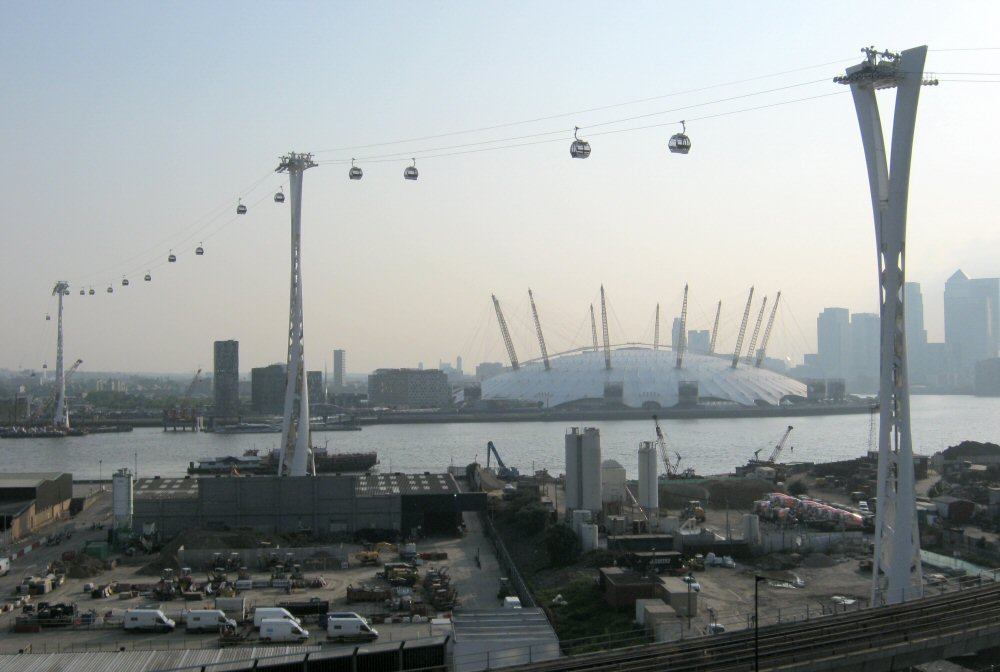
Канатна дорога Emirates над Темзою

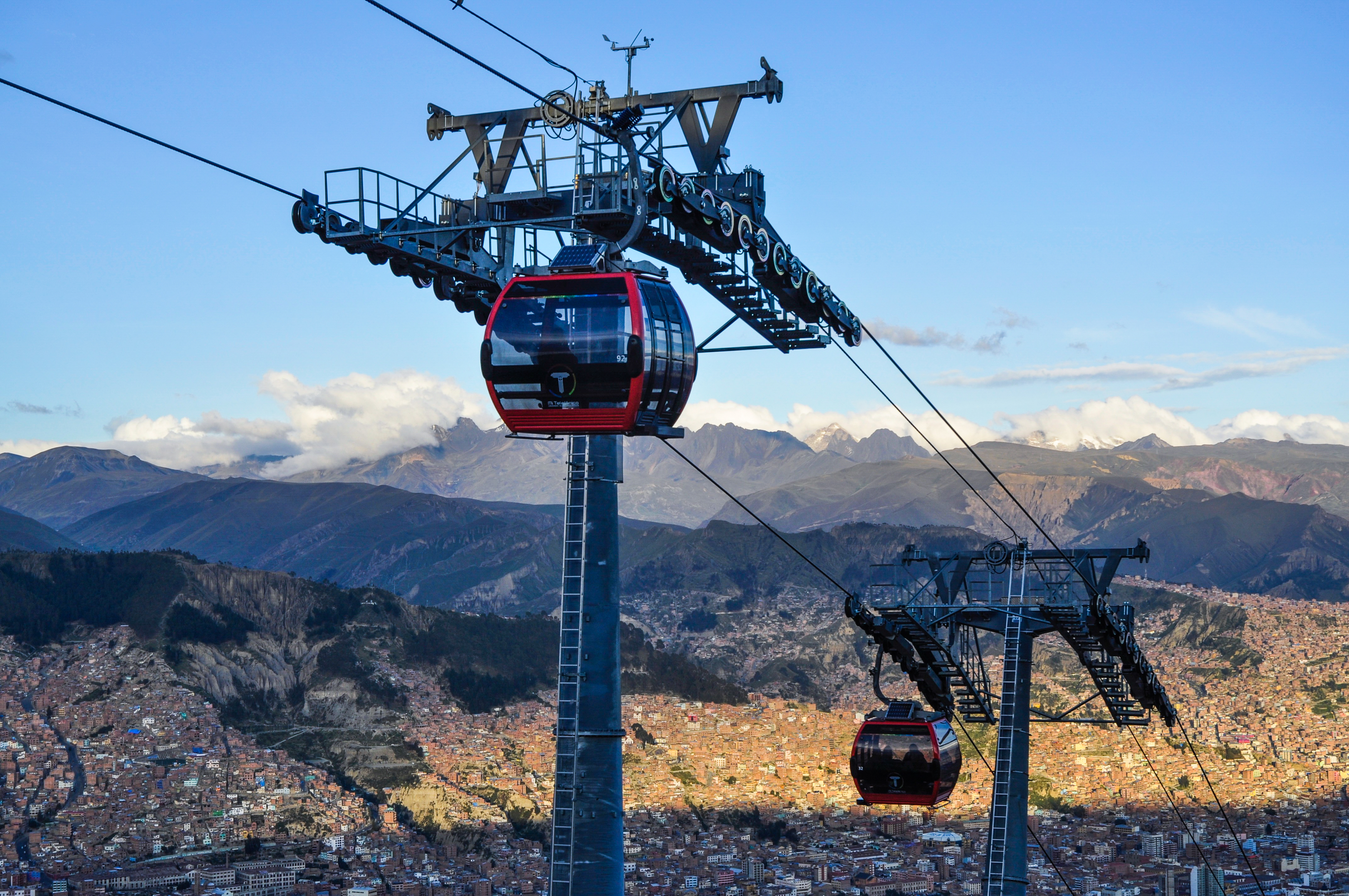
Система канатної дороги Мі-Телеферико в Ла-Пасі, Болівія, яка використовується як масовий транспорт, є одночасно найдовшою та найвищою міською мережею канатної дороги у світі.

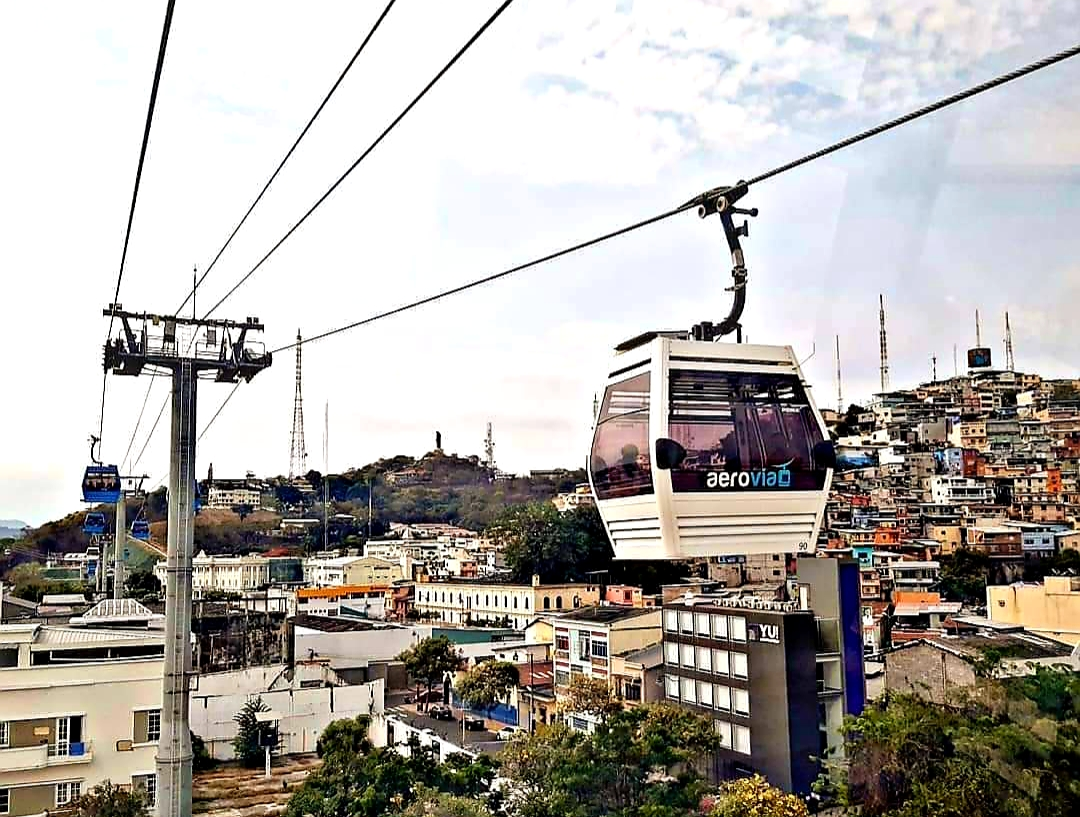
Система канатної дороги в Гуаякілі, Еквадор

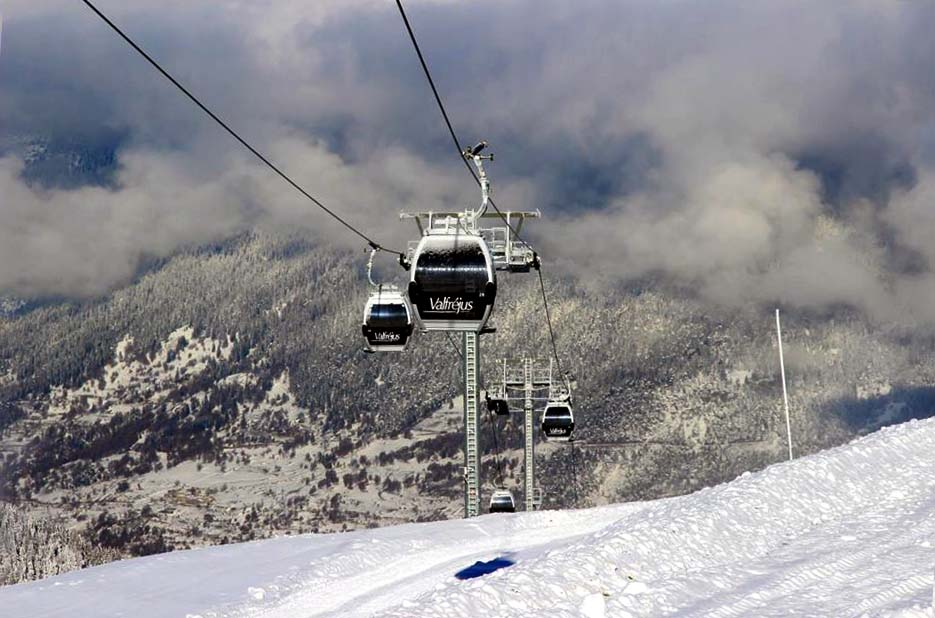
La télécabine d'Arrondaz у Вальфрежюсі, Франція

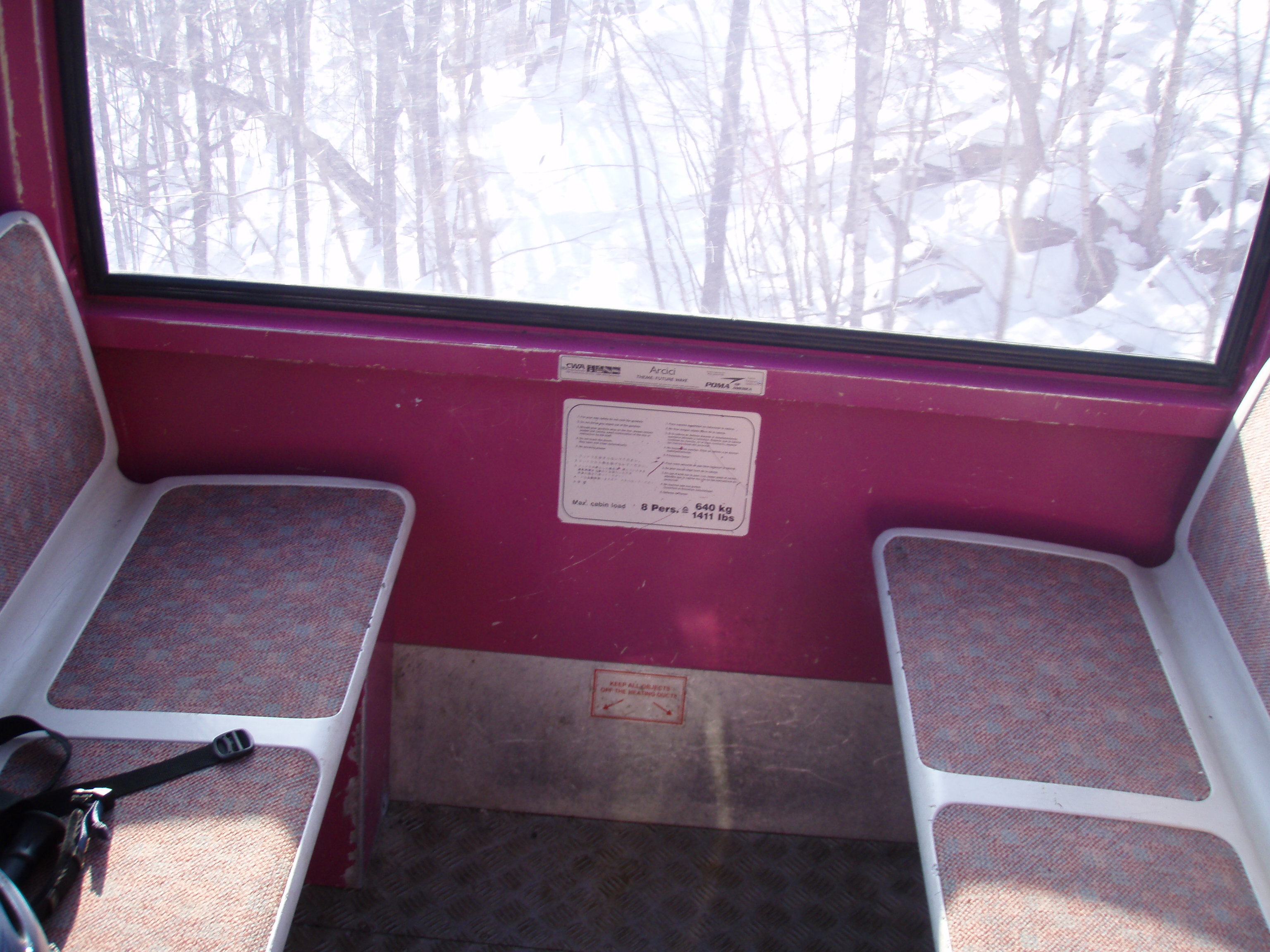
Інтер'єр гондоли на гірськолижному курорті Кіллінгтон (гірськолижний курорт), Вермонт

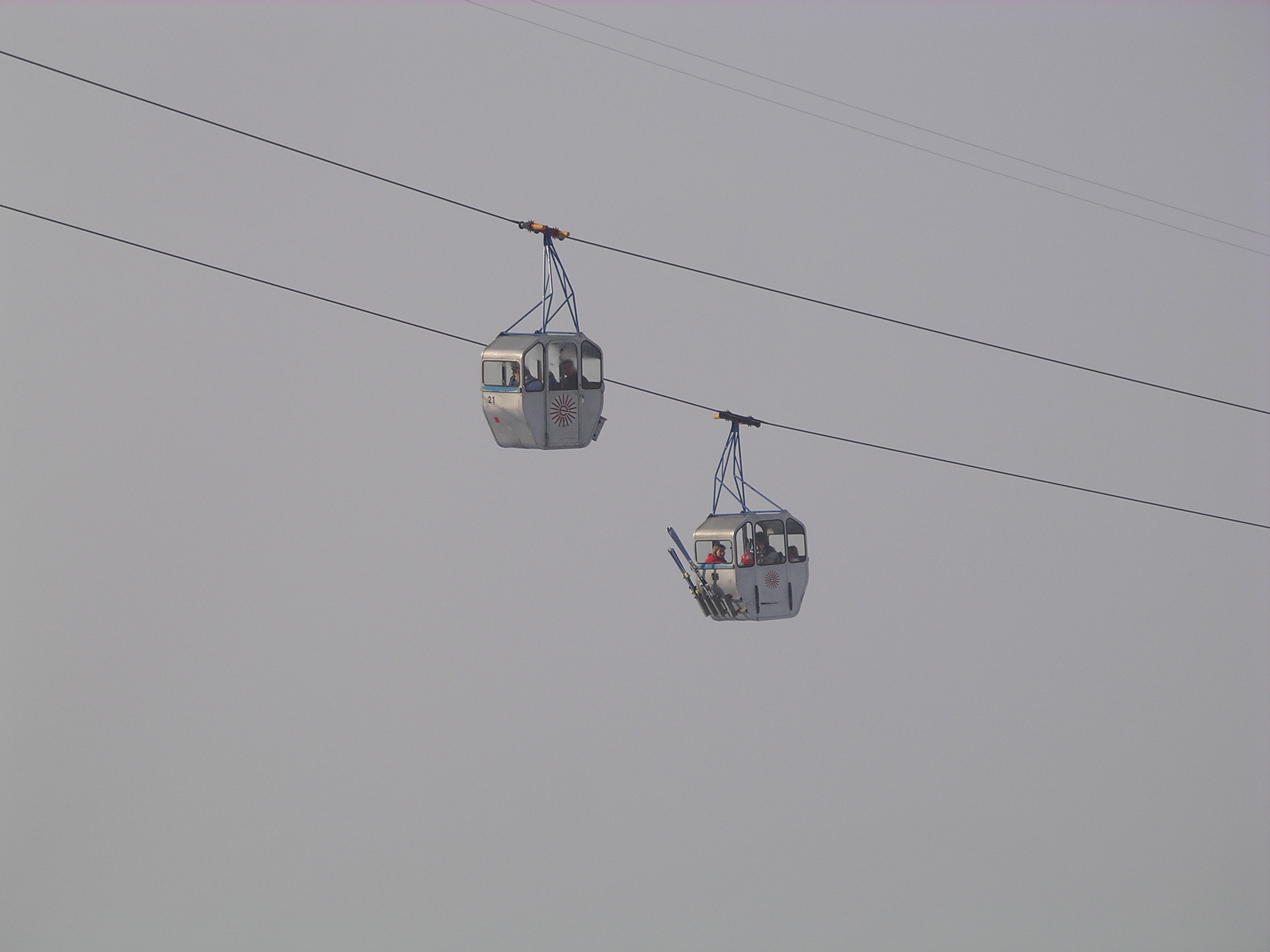
Класичний 4-місний моноканатний підйомник 1960-х років в Емметтені, Швейцарія, побудований GMD Müller

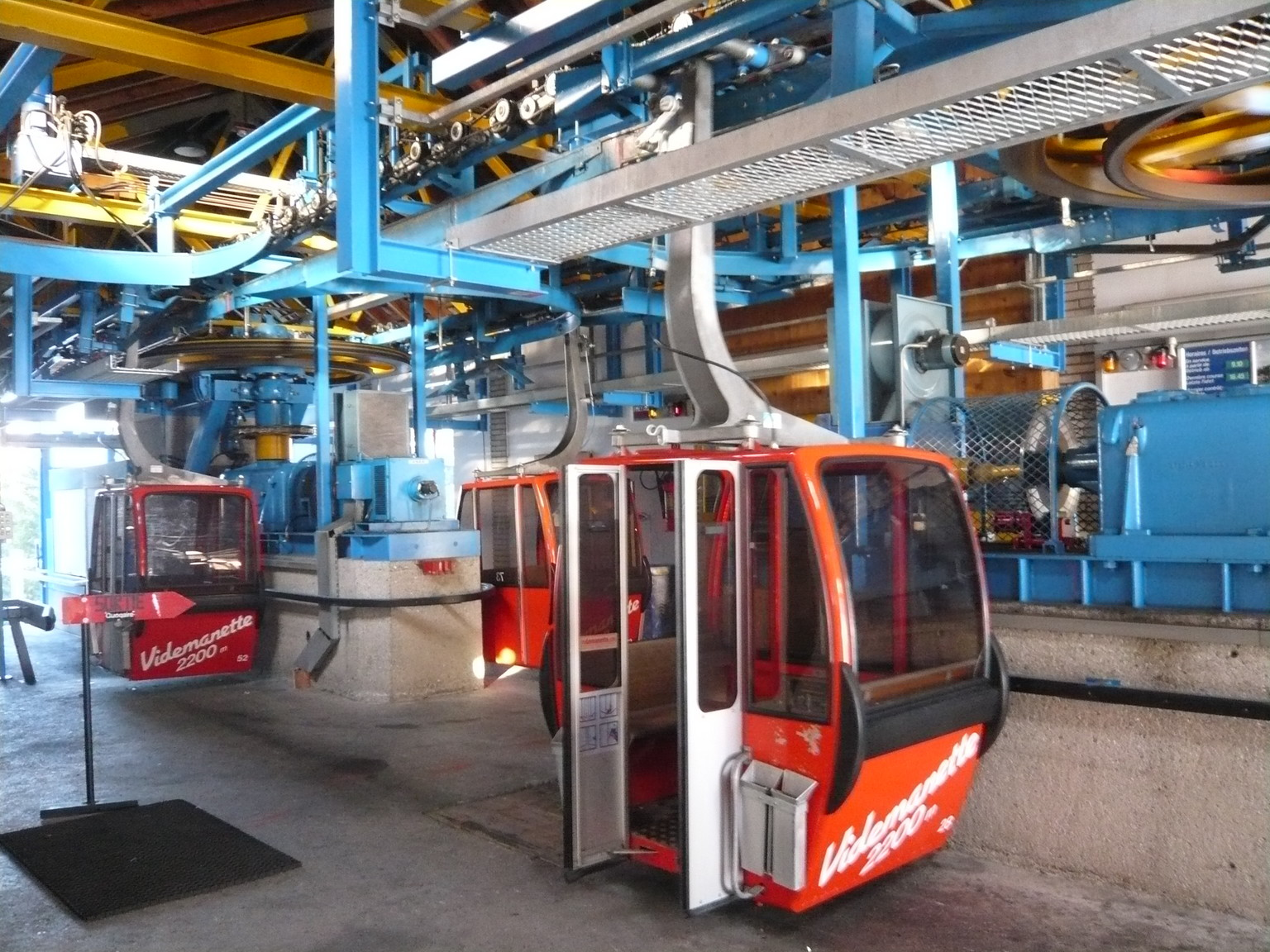
Інтер’єр станції гондольного підйому, в даному випадку це проміжна станція, де гондоли від’єднуються від лінії, автоматично проїжджають через будівлю по коліях і приєднуються до лінії другої секції. Привідні двигуни для обох секцій видно під колесами.

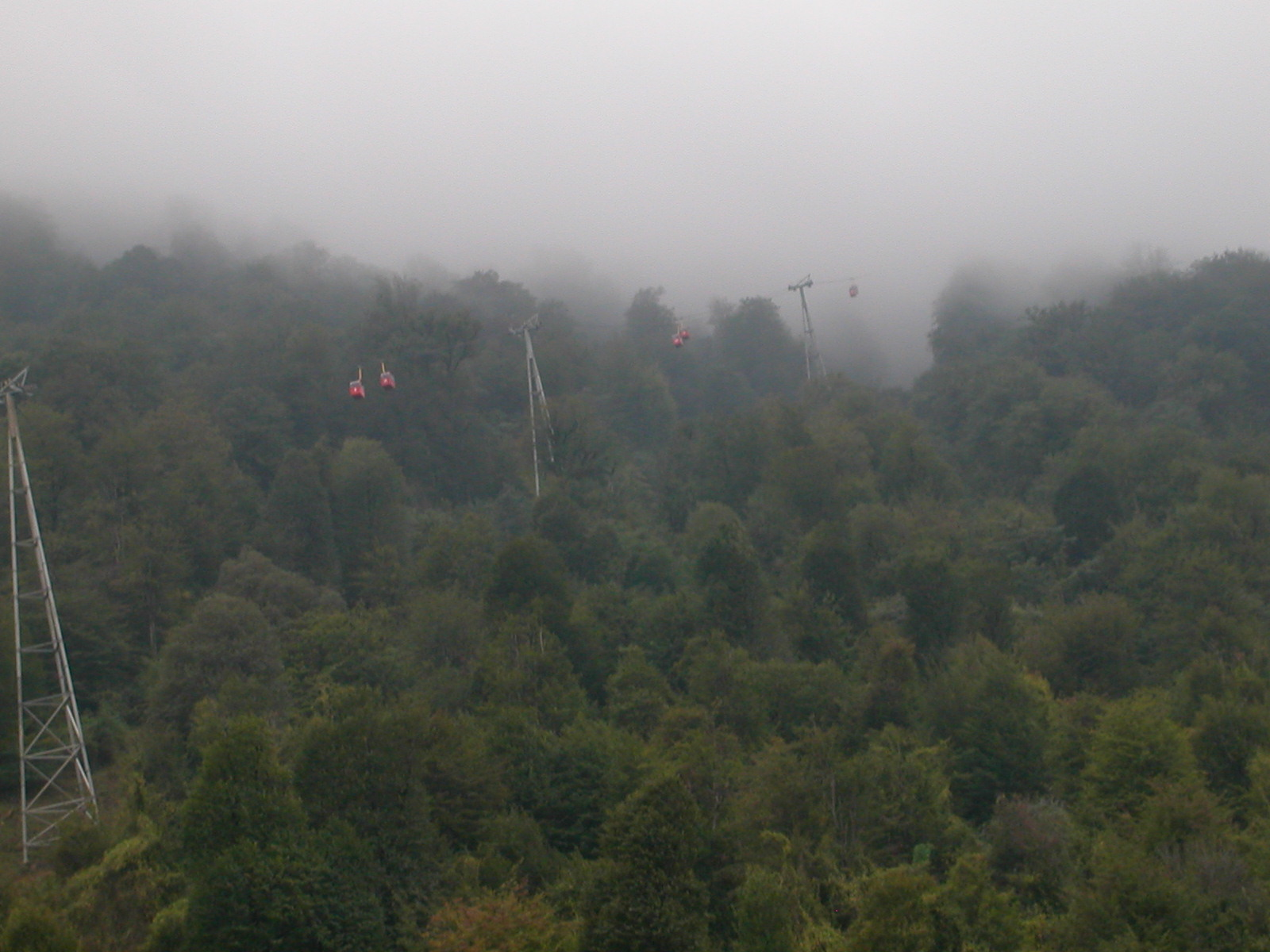
Гондольний підйомник в Намакаб-Руд, Іран

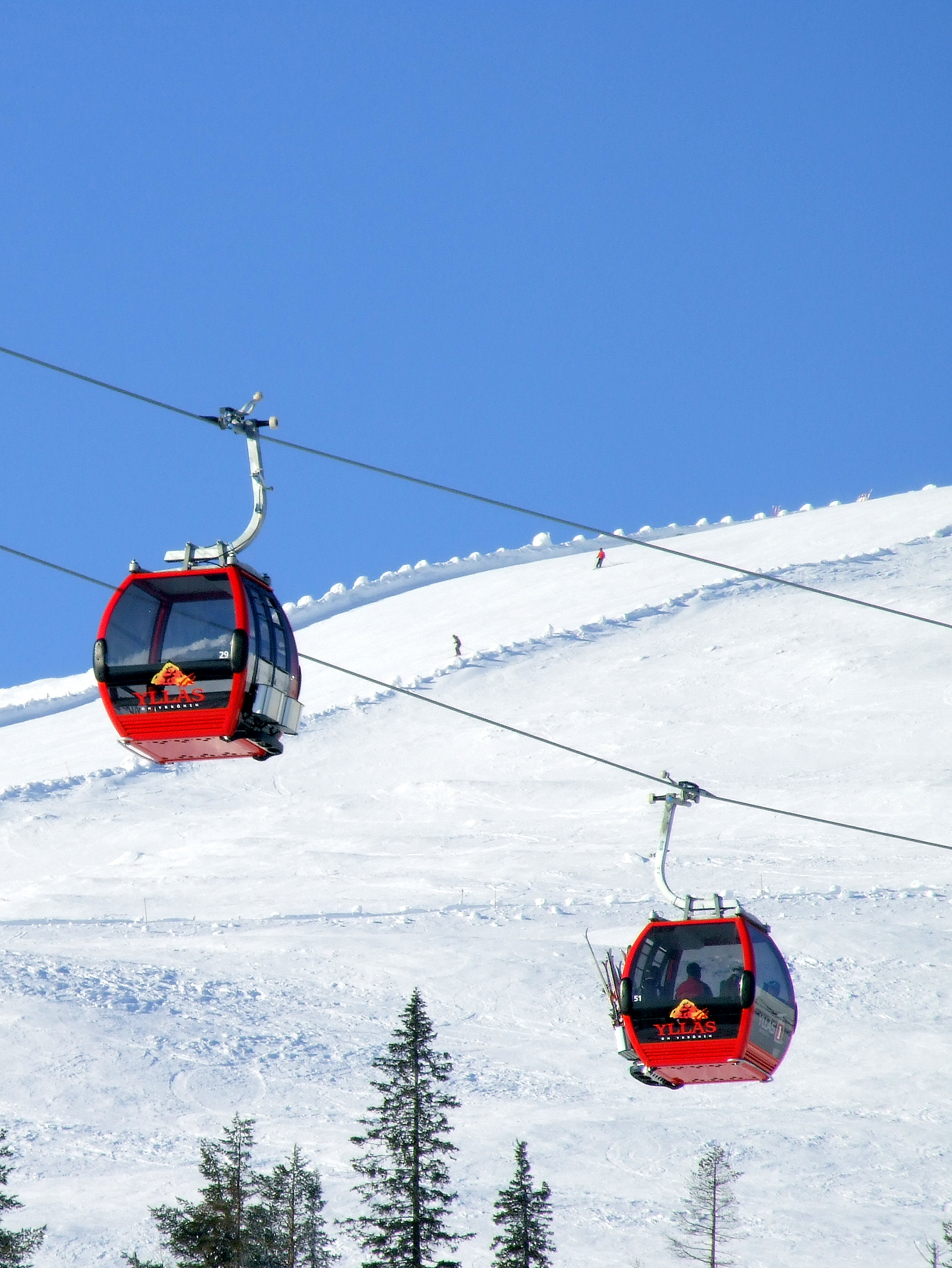
Гондольний підйомник на гірськолижному курорті Юлляс у Лапландії, Фінляндія

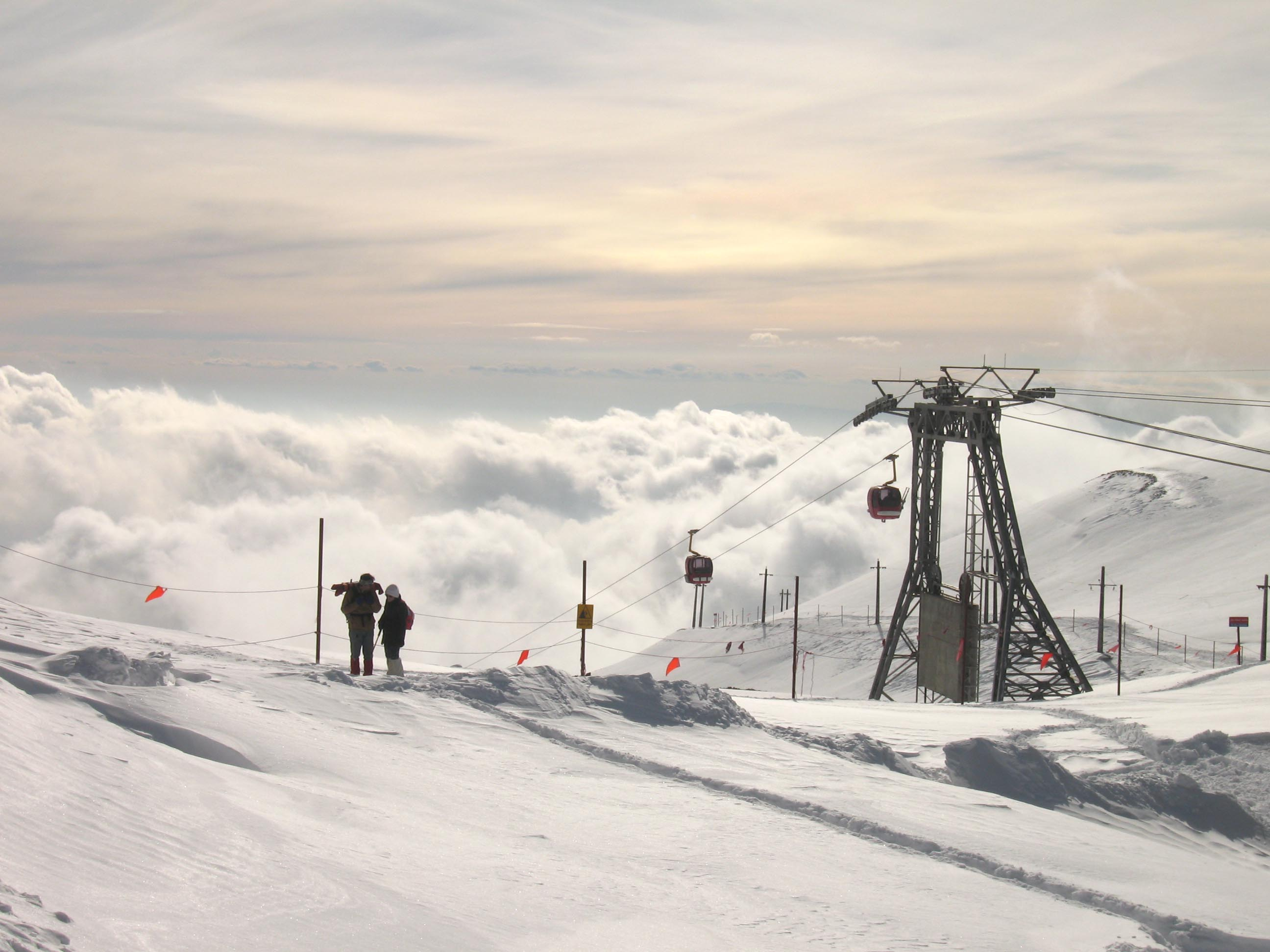
Гондольний підйомник в Тучаль у провінції Тегеран на висоті 3800 метрів

Гондольний підйомник — тип канатного транспорту та тип підйомника, який підтримується та рухається тросами зверху. 
Він складається з петлі сталевого тросу, яка натягнута між двома станціями, іноді над проміжними опорними вежами. Трос приводиться в рух за допомогою зубчастого колеса в терміналі, який зазвичай під’єднується до двигуна або електродвигуна. 
Його часто вважають безперервною системою, оскільки вона має тяговий трос, який постійно рухається та циркулює навколо двох кінцевих станцій. 

Навпаки, канатна дорога працює виключно з фіксованими захоплювачами троса та просто курсує туди-сюди між двома кінцевими терміналами. 

Місткість, вартість і функціональність гондольного підйомника різко відрізнятимуться залежно від комбінації тросів, які використовуються для підтримки та підйому, а також типу захоплення (роз’ємне чи фіксоване). 
Через поширення таких систем в Альпах англ. Cabinovia та фр. Télécabine також використовуються в англомовних текстах. 
Системи також можуть називатися канатними дорогами.

## Історія
Колерербан відкрито 29 червня 1908 року в Больцано, Південний Тіроль, перший сучасний гондольний підйомник, призначений виключно для обслуговування пасажирів. 

## Пасажирський ліфт
Деякі системи пасажирських кабін, які можуть вмістити від двох до п’ятнадцяти осіб, 

з’єднані з тросом за допомогою пружинного захоплювача. 
Ці захоплювачі дозволяють від'єднати кабіну від рухомого тросу та сповільнити рух на станції, щоб дозволити пасажирам сідати та висаджуватися. 
Двері майже завжди автоматичні та керуються важелем на даху або на ходовій частині, який штовхається вгору або вниз. 
Кабіни проїжджають через станції або за допомогою обертових шин, або за допомогою ланцюгової системи. 
Для прискорення та уповільнення лінійної швидкості, кабіни рухаються поступово швидшими (або повільнішими) обертовими шинами. 
На старих установках гондоли прискорюються вручну оператором. 
Гондольні підйомники можуть мати проміжні зупинки, які дозволяють заходити та виходити з підйомника. 
Прикладами підйомника з трьома зупинками замість стандартних двох є Village Gondola, Excalibur Gondolas у Вістлері і Skyride в Ельбон-Тауерз.
В інших системах кабель періодично сповільнюється, щоб дозволити пасажирам висаджуватися та сідати в кабіни на станціях, а також дозволяти людям у кабінах уздовж маршруту робити фотографії, як-от Джунія в Лівані, з якого відкривається винятковий вид на Середземне море, історичну затоку Джунія та сосновий ліс на схилі, над яким проходить цей гондольний підйомник. 
Така система називається імпульсною кабіною і зазвичай завантажується кілька кабін одночасно.
Гондоли під відкритим небом, або кабріолети, як їх зазвичай називають, досить рідкісні та досить примітивні, тому що вони зазнають впливу стихії. 
Їхні кабіни зазвичай є порожнистими циліндрами, відкриті від висоти грудей догори, з підлогою та дахом. 
Зазвичай вони використовуються як сільські гондоли та на короткі відстані. 
Прикладами є курорт Мон-Тремблант у Квебеку, Канада, гірськолижний курорт Блу-Маунтін (тільки влітку, взимку його перетворюють на високошвидкісний крісельний підйомник для шести осіб) в Онтаріо, Канада, курорт Зе-Каньйон-резорт у Парк-Сіті, штат Юта, Маунтін-Крік і Нью-Кабріолет-Віллейдж на курорті Вінтер-Парк у Колорадо. 
Гондоли під відкритим небом також можуть мати стиль, подібний до імпульсних гондол, як-от Віллейдж-гондолла на гірськолижному курорті Панорама, Британська Колумбія.
Перша гондола, побудована в Сполучених Штатах для лижного курорту Вілдкет-Моунтан. 
Це була двомісна гондола, побудована в 1957 році і обслуговувала лижників до 1999 року. 
Пізніше підйомник демонтовано у 2004 році. 
Підйомник і його кабіни були виготовлені колишньою італійською компанією підйомників «Carlevaro-Savio». 
Одна з найдовших гондольних трас у світі, Гріндельвальд–Меннліхен, розташована в Бернських Альпах у Швейцарії та сполучає Гріндельвальд із Меннліхеном.

## Міський транспорт
В останні роки гондольні підйомники все більше використовуються в міських умовах, а саме: Метрокабле в Медельїні , Колумбія, і TransMiCable в Боготі, Колумбія; Аеровія в Гуаякілі, Еквадор; Портлендський канатна дорога у Портленді, штат Орегон, США; Канатна дорога острова Рузвельт в Нью-Йорку, США; Метрокабле в Каракасі , Венесуела; Тролькабле в Мериді, Венесуела; Кабле-Аерео в Манісалесі, Колумбія; Мі-Телеферико в Ла-Пасі, Болівія; Мексикабле в штаті Мехіко, Мексика; Телеферіко-де-Санто-Домінго ; T1 в Анкарі, Туреччина; гондольні підйомники Мачка та Еюп у Стамбулі; Лондонська канатна дорога в Лондоні , Англія; 

Нижньогородська канатна дорога, Росія. Системи Метрокабле у Медельїні та Каракасі повністю інтегровані з мережею громадського транспорту, що надає пасажирам можливість безперешкодно пересідати на місцеві лінії метро, тоді як мережа в Ла-Пасі, найбільша у світі, утворює основу міської системи громадського транспорту. 

Disney Skyliner — гондольний підйомник, який відкрито 29 вересня 2019 року у Walt Disney World, центральна Флорида. 
Система використовує кілька ліній і має п'ять станцій та сполучає Epcot і Disney's Hollywood Studios, а також з кількома курортними готелями, що належать і управляються Disney.
Що стосується міських підйомників майбутнього, компанія TransLink запропонувала Метро-Ванкувер побудувати підйомник на гору Барнабі до Університету Саймона Фрейзера у вересні 2010 року. 

У 2014 році цей проект відкладено 
, 
але у 2017 році його було відновлено. 

Наприкінці 2012 року муніципалітету Остіні, штат Техас , запропоновано побудувати мережу підйомників, щоб розширити можливості громадського транспорту в місті, яке швидко розвивається. 

Пропозицію відхилено місцевим транспортним агентством у 2017 році. 

Запропоновану систему гондольного підйому в Монреалі остаточно відхилено Старим портом Монреаля.

## Конвеєрна канатна дорога
Конвеєрна канатна дорога або промислова канатна дорога 
, 
по суті, є підвидом гондольного підйомника, до якого підвішені контейнери для товарів, а не пасажирські кабіни.
Конвеєрні канатні дороги зазвичай знаходяться навколо великих гірничих підприємств і можуть мати значну довжину. Канатна дорога COMILOG, яка пролягала від Моанди у Габоні до Мбінди в Республіці Конго, мала довжину понад 75 км. 
Довжина канатної дороги Нурше у Швеції становила 96 км..
В Еритреї, в 1936 році, італійці побудували канатну дорогу Асмара — Массава, довжина якої становила 75 км. 
Канатна дорога Манісалес — Марикіта (1922) у Колумбії мала довжину 73 км.
Конвеєри можуть приводитися в дію різними джерелами енергії: електродвигунами, двигунами внутрішнього згоряння, паровими двигунами або силою тяжіння. 
Сила тяжіння особливо поширена в гірських гірничих підприємствах і використовується безпосередньо; вага завантажених контейнерів, що спускаються вниз, тягне порожні контейнери, що повертаються, назад на схил. 
Гравітацію також можна використовувати опосередковано, де доступна проточна вода; водяне колесо приводиться в дію силою тяжіння, що діє на воду, і використовується для живлення тросу. 

## Дво- та тритросові гондольні підйомники
Звичайні системи, де один трос забезпечує підтримку та рух кабін, часто називають однотросовими гондолами. 
 
Гондольні підйомники, які мають один стаціонарний трос («опорний») і один тяговий трос, відомі як двокабельні гондольні підйомники, тоді як підйомники, які мають два опорні троси та один тяговий, відомі як тритросові гондольні підйомники. 
Відомі приклади двотросових гондольних підйомників: Нгонпінг 360 у Гонконзі, Сінгапурська канатна дорога та Сальфер-Моунтан у Банффі, Канада. 
Ця система має перевагу в тому, що міцність і властивості стаціонарного тросу можна пристосувати до кожного прольоту, що зменшує витрати. 
Вони відрізняються від гондольних підйомників, оскільки складаються лише з однієї або двох зазвичай більших кабін, які рухаються вперед і назад, а не циркулюють. 
Двотросові та тритросові системи забезпечують більшу бічну стабільність порівняно з однотросовими системами, що дозволяє системі працювати за сильних бокових вітрів.